# Elecciones generales de Burundi de 1965
Las elecciones generales de Burundi de 1965 se celebraron el 10 de mayo de ese año. Las primeras elecciones desde la Independencia del país en 1962, los electores fueron llamados a elegir a los 33 miembros de la Asamblea Nacional, la Cámara Baja del Parlamento del Reino de Burundi.
Con respecto a la legislatura anterior, se determinó la reducción del tamaño de la Asamblea de 64 a 33 escaños. Se produjeron tras el asesinato del primer ministro Pierre Ngendandumwe el 15 de enero de 1965 y fueron ganadas por la gobernante Unión para el Progreso Nacional.

## Antecedentes
Tras años de tensiones políticas entre las etnias hutu y tutsi , estas desembocaron el 15 de enero de 1965 en el asesinato del primer ministro hutu Pierre Ngendandumwe. Aunque algunos de sus rivales políticos fueron encarcelados y acusados de planear el magnicidio, al final nadie fue procesado además del autor material, lo cual se convirtió en un agravio para los políticos de la oposición hutu.
La muerte de Ngendandumwe provocó una crisis política, forzando al Rey Mwambutsa IV a disolver el Parlamento y convocar a nuevas elecciones.

## Sistema electoral
Se amplió el período legislativo de cuatro a seis años, además de que se decidió la conformación del Senado, la Cámara Alta del Parlamento Nacional, la cual estaba concebida en la Constitución, pero no se había creado hasta entonces.
Para presentarse como candidato a la Asamblea Nacional era necesario: Ser votante registrado, tener 25 años de edad, tener 2 años de educación secundaria o equivalente, realizar un pago de $2.500 francos 30 días antes de las elecciones y tener un número de lista. El puesto de Asambleísta era incompatible con el de Senador, Ministro, Alcalde o Diputado Comunal.
En cuanto al sistema electoral, se estableció que los asambleístas serían elegidos mediante un sistema de mayoría relativa en 33 distritos uninominales. Con respecto a las elecciones generales de 1961 se mantuvo el voto preferencial, teniendo cada votante un voto. Los candidatos se presentaron en listas de cuatro miembros por cada partido en cada distrito. El candidato más votado de la lista más votada sería declarado ganador.

## Resultados
No existen datos detallados para los resultados electorales. Para ese año se estimó la población del país en 3.131.000 habitantes, de los cuales 1.300.000 estaban habilitados para participar.

### Asamblea Nacional
| Partido o movimiento            | Votos     | Porcentaje | Escaños | +/-         |
| ------------------------------- | --------- | ---------- | ------- | ----------- |
| Unión para el Progreso Nacional | Sin datos | Sin datos  | 21      | 37          |
| Partido del Pueblo              | Sin datos | Sin datos  | 10      | 6           |
| Otros partidos políticos        | Sin datos | Sin datos  | 0       | Sin cambios |
| Candidatos Independientes       | Sin datos | Sin datos  | 2       | Nuevo       |
|                                 |           |            |         |             |
| Votos válidos                   | Sin datos | Sin datos  |         |             |
| Votos inválidos/en blanco       | Sin datos | Sin datos  |         |             |
| Total                           | Sin datos | Sin datos  | 33      | 31          |
| Registrados / Participación     | 1 300 000 | Sin datos  |         |             |
| Fuente: EISA                    |           |            |         |             |

### Senado
Tras las elecciones a la Asamblea Nacional, se conformó el Senado de 16 miembros. Ocho miembros del Senado fueron elegidos por los miembros de la Asamblea Nacional, todos ellos miembros de la UPRONA. Los ocho miembros del Senado eligieron a otros cuatro miembros, y otros cuatro fueron nombrados por el Rey. 

## Secuelas
Como resultado de las elecciones, los hutus obtuvieron 23 de los 33 escaños en la Asamblea Nacional. Aunque la UPRONA ratificó su gobierno al obtener una cómoda mayoría de 21 escaños, para entonces el partido había perdido cohesión y fue superado por el faccionalismo. Posteriormente, la Asamblea eligió a hutus para su mesa directiva.
Mientras se discutía la designación de un nuevo primer ministro, los diputados hutus propusieron a Gervais Nyangoma como su candidato, pero el Rey rechazó su nominación, lo cual provocó su indignación. Mientras tanto, los parlamentarios tutsis propusieron al Senador Thaddée Siryuyumunsi para el puesto, pero también fue rechazado. Finalmente, el 13 de septiembre, Mwambutsa seleccionó a Léopold Biha, un Ganwa (tutsi) de confianza asociado con su corte, para dirigir el gobierno. Aunque personalmente era muy respetado, su nombramiento enfureció a muchos hutus y a algunos tutsis extremistas; ambos grupos lo vieron como una medida autocrática por parte del Rey para marginarlos del poder.
Las tensiones finalmente desembocaron nuevamente en violencia tras un intento de golpe de Estado por parte de oficiales del ejército hutu en octubre de ese mismo año. Aunque fracasó, Biha fue herido y posteriormente el Parlamento fue clausurado. El golpe fallido fue seguido por una importante purga de hutus en las fuerzas armadas. La situación se deterioró rápidamente y en julio del año siguiente, Mwambutsa fue derrocado por su hijo, Ntare V. Solo unos meses después, en noviembre, el nuevo monarca fue depuesto por un nuevo golpe militar ese mismo año, poniendo fin a la monarquía del país e inaugurando la dictadura de 10 años de Michel Micombero.